# 吉田長治兵衛
吉田 長治兵衛（よしだ ちょうじべえ、? – 元文4年8月23日（1739年9月25日））は、江戸時代中期の一揆指導者。

## 経歴・人物
陸奥国磐城郡柴原村生まれ。元文3年（1738年）9月、長治兵衛率いる一揆勢約2万人は磐城平藩の過酷な収奪に反対し磐城平城下へ押し寄せ、新税撤回などを要求した訴状21カ条を藩に提出した。この一揆は「磐城平藩元文一揆」「元文三年平藩一揆」「磐城騒動」などと呼ばれる。増税撤回などの要求は認められたが、翌年捕らえられ、「百姓一同願ある節万端頭取我ままなる義有之」を理由に、中神谷村武左衛門・藤間村理右衛門ら一揆の指導者ら8人と共に鎌田河原で死罪となった。生地の遍照寺境内に墓、平鎌田の五霊神社境内に義民碑がある。